# Władysław Kwazebart
Władysław Edward Kwazebart (ur. 14 marca 1881 w Warszawie, zm. po 1934) – pułkownik Korpusu Kontrolerów Wojska Polskiego.

## Życiorys
Władysław Edward Kwazebart urodził się 14 marca 1881 roku w Warszawie. 30 grudnia 1918 roku został przyjęty do Wojska Polskiego z byłego I Korpusu Polskiego w Rosji i byłej armii rosyjskiej, z zatwierdzeniem posiadanego stopnia porucznika, i przydzielony z dniem 27 listopada 1918 roku do Łomżyńskiego Okręgowego Pułku Piechoty. Od 16 czerwca do 30 listopada 1919 roku był słuchaczem I Kursu Wojennej Szkoły Sztabu Generalnego w Warszawie. 15 lipca 1920 roku został zatwierdzony z dniem 1 kwietnia 1920 roku w stopniu majora z tytułem „przydzielony do Sztabu Generalnego”, w piechocie, w grupie oficerów byłych Korpusów Wschodnich i byłej armii rosyjskiej. Pełnił wówczas służbę w 33 pułku piechoty. 1 czerwca 1921 roku pełnił służbę w Oddziale Naczelnej Kontroli Wojskowej, a jego oddziałem macierzystym był wówczas 33 pułk piechoty. 3 maja 1922 roku został zweryfikowany w stopniu majora ze starszeństwem z dniem 1 czerwca 1919 roku i 67. lokatą w korpusie oficerów piechoty. W sierpniu 1922 roku został przeniesiony z korpusu oficerów piechoty do korpusu oficerów kontrolerów w stopniu majora i 11. lokatą. 18 maja 1923 roku został zatwierdzony przez Prezydenta RP w stopniu podpułkownika ze starszeństwem z dniem 1 czerwca 1919 roku i 6,5 lokatą w korpusie oficerów kontrolerów. Pełnił wówczas służbę w Grupie X Korpusu Kontrolerów (do zleceń specjalnych) razem z podpułkownikami Kajetanem Tadeuszem Wiluszem i Władysławem Strusiem oraz majorem Henrykiem Abczyńskim. 1 grudnia 1924 roku awansował na pułkownika ze starszeństwem z dniem 15 sierpnia 1924 roku i 1. lokatą w korpusie oficerów kontrolerów. W tym samym roku został przeniesiony do Grupy III Korpusu Kontrolerów kierowanej przez generała brygady Roberta Reymana. Z dniem 31 marca 1931 roku został przeniesiony w stan spoczynku. W 1934 roku pozostawał w ewidencji Powiatowej Komendy Uzupełnień Warszawa Miasto III.
Władysław Edward Kwazebart był żonaty z Marią z Cieślaków. W okresie od 19 października do 15 grudnia 1925 roku mieszkali w Poznaniu przy ulicy Skarbowej 3.

## Ordery i odznaczenia
- Krzyż Walecznych (dwukrotnie)
- Złoty Krzyż Zasługi (17 marca 1930)[14]